# 凱采爾
凱采爾是匈牙利的城鎮，位於該國南部，由巴奇-基什孔州（Bács-Kiskun）負責管轄，面積114.48平方公里，鎮上的天主教教堂建於1802年，2011年人口8,781人，其中約八成居民信奉天主教。
46°32′N 19°15′E / 46.533°N 19.250°E